# Mariusz Klimczyk
Mariusz Klimczyk (Polonia, 16 de septiembre de 1956) es un atleta polaco retirado especializado en la prueba de salto con pértiga, en la que consiguió ser medallista de bronce europeo en pista cubierta en 1977.

## Carrera deportiva
En el Campeonato Europeo de Atletismo en Pista Cubierta de 1977 ganó la medalla de bronce en el salto con pértiga, con un salto por encima de 5.20 metros, siendo superado por su paisano polaco Władysław Kozakiewicz que con 5.51 metros batió el récord de los campeonatos, y por el finlandés Antti Kalliomäki  (plata con 5.31 metros).